# Ян Дурбас
Ян Дурбас (лат. Joannes Durbas) — львівський міщанин XVIII ст.

Лавник (1756-1764), райця (1764-1772) та бурмистр Львова міста (1765, 1767, 1768, 1771). Війт Львова (1769, 1770).